# Giornata mondiale dell'arte
La Giornata mondiale dell'arte è una ricorrenza internazionale che si celebra il 15 aprile.
Questa data è stata approvata dall' UNESCO, in seguito alla proposta avanzata dall'Associazione Internazionale delle Arti (IAA) per celebrare l'arte e gli artisti di tutto il mondo.

## Storia
La proposta di celebrare questa giornata è stata avanzata durante la 17ª Assemblea generale dell'International Arts Association a Guadalajara, per dichiarare il 15 aprile "Giornata mondiale dell'arte". La prima celebrazione ha avuto luogo nel 2012.
È stata presentata dalla Commissione nazionale turca per l'UNESCO nel 2011. La data del 15 aprile è stata scelta in ricordo alla data di nascita del grande artista italiano Leonardo da Vinci, nato il 15 aprile 1452. Dal 2012 sono state proposte numerose attività artistiche e culturali in molti paesi del mondo. Il suo obiettivo è «la promozione e la diffusione degli artisti nonché la valorizzazione del contributo dell'arte ad un mondo più sviluppato, libero e pacifico, organizzati in molti paesi del mondo.»